# ウエストベス・アーティスツ・コミュニティ
ウエストベス・アーティスツ・コミュニティはニューヨークにあるアーティストや芸術に関連する団体(営利、非営利どちらも)のためのスタジオ及び居住スペースである。建物はニューヨークのマンハッタン島西側、ウエストビレッジの中のWest(ウエストサイド・ハイウェイ),Bethune,Washington(ワシントン・ストリート),Bankの4つの通りに囲まれた場所にある。建物はこの通りの中の二つをとってWest-Bethと名付けられた。
ウエストベスは産業用途の建物を芸術や住居目的で再利用するアダプティブユースのアメリカにおける最初期の例である。マンハッタン・ウエストビレッジにある12の建物の集まりであるウエストベスは元々は世界で最も重要な産業研究所であり、真空管やコンデンサーマイクロフォン、初期のテレビ、そしてトランジスタを生み出したベル研究所(1898-1966)の建物だった。施設はベル研究所によって1960年代半ばに引き払われ、ウエストベス計画が始まるまでの数年間空のままだった。J.M.カプラン財団からの元金と、ナショナル・カウンシル・オン・ジ・アーツ（後のナショナル・エンドーメント・フォー・ジ・アーツ/NEA（英語: National Endowment for the Arts）の支援をもとにして、384のアーティストのための生活・制作のための空間を設計する盛大なリノベーション計画がディクソン・ベインの指揮のもと始まった。 建築は後にプリツカー賞を獲るリチャード・マイヤーによるもので、彼のはじめての大規模で公的な仕事となった。ウエストベスは1970年にアーティスト・ダンサー・音楽家・俳優・小説家・映像作家などに向けてオープンした。　
どのような分野の芸術家も、その分野に精通した人物からなる委員会による審査を通れば入居できる。審査の際にはある程度の収入があることも求められた（新規入居待ちのリストは2007年以降公開されていない）。2014年における平均的な家賃は電気代込みで800ドルであり、これは近い条件の物件の1/3~1/4ほどである。

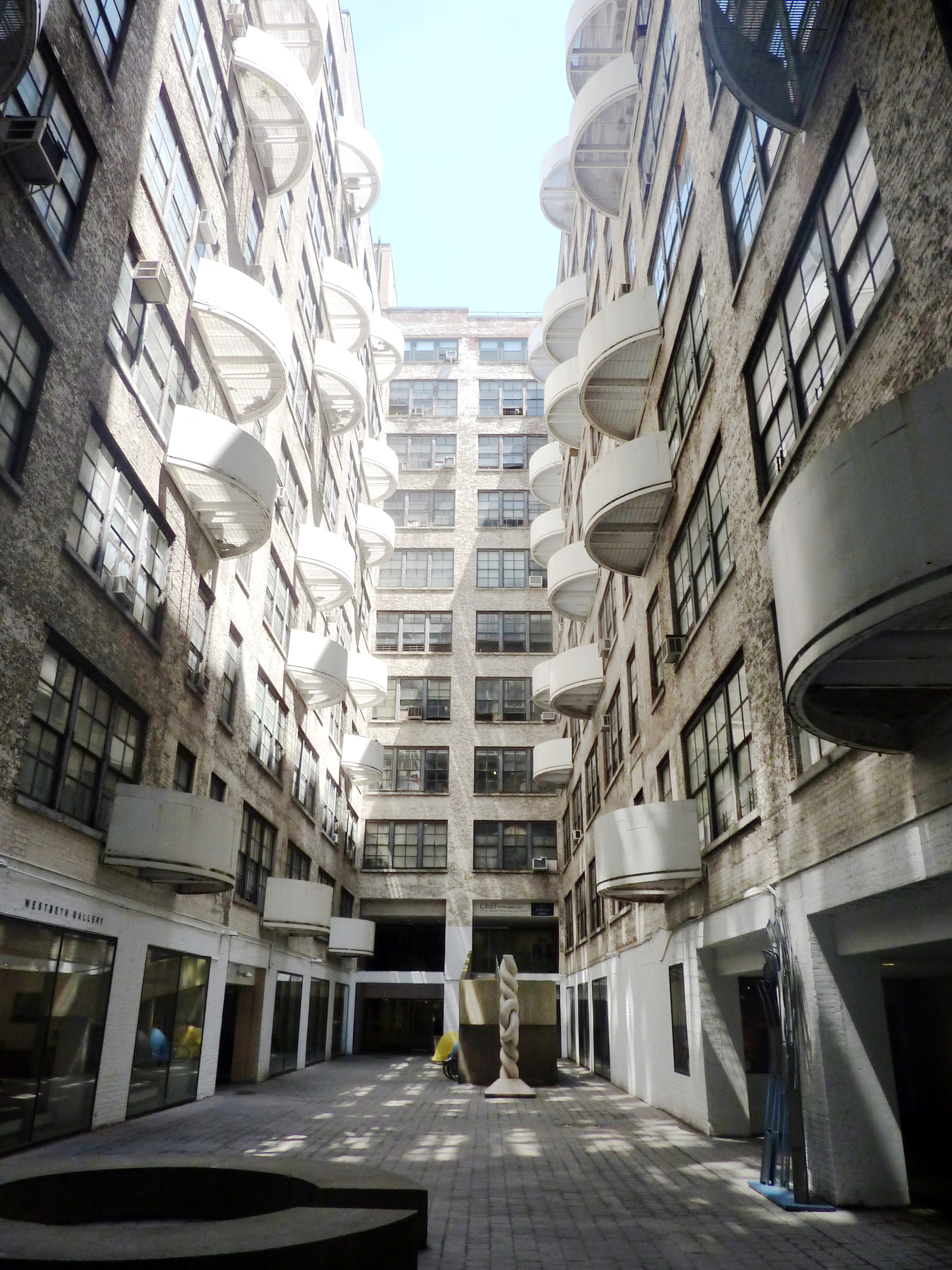
ウエストベスの中庭 (2012)

これらの住居向け設備に加えて、大小のスタジオやパフォーマンスのためのスペースがあり、ニュースクール・フォー・ドラマ、ラビリンス・シアター・カンパニー（英語: LAByrinth Theater Company）、マーサ・グレアム・センター・オブ・コンテンポラリーダンス、ニューヨーク初の、そして世界最大規模のLGBT向けシナゴーグであるw:Congregation Beit Simchat Torah、School for Poetic Computationなどが入っている。ニュースクールのある場所は元々はオフ・ブロードウェイの劇場でもあった。